# 印刷体
印刷体，指印刷时用的字体或类似印刷时用的字体。英文印刷体有Times New Roman等，中文印刷体有宋体等。印刷体横平竖直，字符框架搭得很规范。印刷体主要分为衬线体和非衬线体两类。与之对应，在中文字体中成为白体和黑体。
中文字体中，印刷体与手写体的字型可能会有部分差异。例如“雷”一字中的雨字头，在印刷体中是短横，而在手写体中是点。又如近一字的辵的第二笔，在印刷体中是横折，在手写体中是横折弯。